# Lübecker Senat 1929 bis 1932

Flagge Lübecks 1890–1935

Der Senat der Freien und Hansestadt Lübeck als Kabinett in den Jahren 1929 bis 1932. Die Liste umfasst den Zeitraum der fünften Legislaturperiode der Lübecker Bürgerschaft als Landesparlament in der Zeit der Weimarer Republik vom 10. November 1929 bis zur Bürgerschaftswahl am 13. November 1932.

## Bürgermeister
- Paul Löwigt (SPD), seit Juni 1926, Senator seit März 1919

## Senatoren
- Johann Paul Leberecht Strack, seit 1906. Bis 1930.
- Georg Kalkbrenner, seit 1907
- Albert Henze (SPD), seit März 1919
- Fritz Mehrlein (SPD), seit März 1919
- Alfred Dreger (SPD), seit April 1925. Bis Oktober 1930.
- Carl Heinsohn, seit April 1925
- Heinrich Eckholdt, seit 1926
- Paul Geister, seit 1926
- August Haut (SPD), seit Februar 1928
- Hans Ewers (DVP), seit 1929